# Santino Parpinelli
Santino Parpinelli (São Paulo, 1 de novembro de 1912 — Rio de Janeiro, 17 de outubro de 1991) foi um maestro e violinista brasileiro.
Primogênito de uma família de 12 irmãos, filho do maestro e contrabaixista italiano Domingos Parpinelli, natural de Veneza.
Em 1938 diplomou-se em violino, música de câmara, harmonia e pedagogia musical no Instituto Nacional de Música.
Em 1939 é-lhe atribuída a  medalha de ouro no concurso de violino da Escola Nacional de Música da Universidade do Brasil. 
Foi compositor de importantes peças clássicas como Jongo, Modinha, Toada e Dança Nordestina, em que adicionou elementos da música brasileira à musica erudita.
Foi professor da Escola de Música da Universidade Federal do Rio de Janeiro e esteve à frente do renomado Quarteto Brasileiro, conhecido no exterior como Brazilian Strings Quartet e que fez sucesso por mais de 50 anos.
Além de músico, era ilustrador e pintor.
Foi casado com a violinista e violoncelista Iva Parpinelli.
A Santino Parpinelli foi atribuído o título de Benemérito do Estado do Rio de Janeiro. Faleceu de enfisema pulmonar e enfarte do miocárdio, em sua casa, em Jacarepaguá. Seu sepultamento se deu no Cemitério de São João Batista, em Botafogo..